# No.5
No.5（ナンバーファイブ）は、秋田放送が製作していたローカルラジオ番組である。土曜日の夜22:30～23:30に放送。基本的には録音放送。パーソナリティーは、当時アナウンサーの松浦大悟、フリーキャスターの桜庭みさおである。
No.5というタイトルは、松浦大悟の（ダイゴ）を、第五（ナンバーファイブ）にもじったものである。夜番組にふさわしく、若者向けの音楽を多く流す。音楽よりもトークに力を入れている。あるテーマに沿ったゲストを迎えるトークがある（第5応接室）。　特に、秋田放送アナウンサーをゲストに迎える回が人気あり（普段聞けないような内容の話を、知人と話すような感じで盛り上がる）。
最終回前には、フリーアナウンサーやディレクターもゲストに迎えた。
2006年3月26日の放送をもって終了した。